# Шатхин, Денис Яковлевич
Денис Яковлевич Шатхин (род. 14 февраля 1971) — советский и российский хоккеист, нападающий, функционер.

## Биография
Воспитанник ЦСКА, на юниорском и молодёжном ровне выступал за «Крылья Советов». В сезоне 1988/89 второй лиги играл за ШВСМ-МЦОП и «Спартак» Архангельск. В сезоне 1993/94 провёл 8 матчей за ЦСКА-2. Два сезона отыграл за «Крылья Советов-2». В сезоне 1994/95 провёл один матч за «Крылья Советов» в МХЛ и два — в IHL.
Бронзовый призёр зимней Универсиады 1995.
Координатор по работе с региональными сборными командами и образовательными хоккейными центрами ФХР.